# Paula Nicart

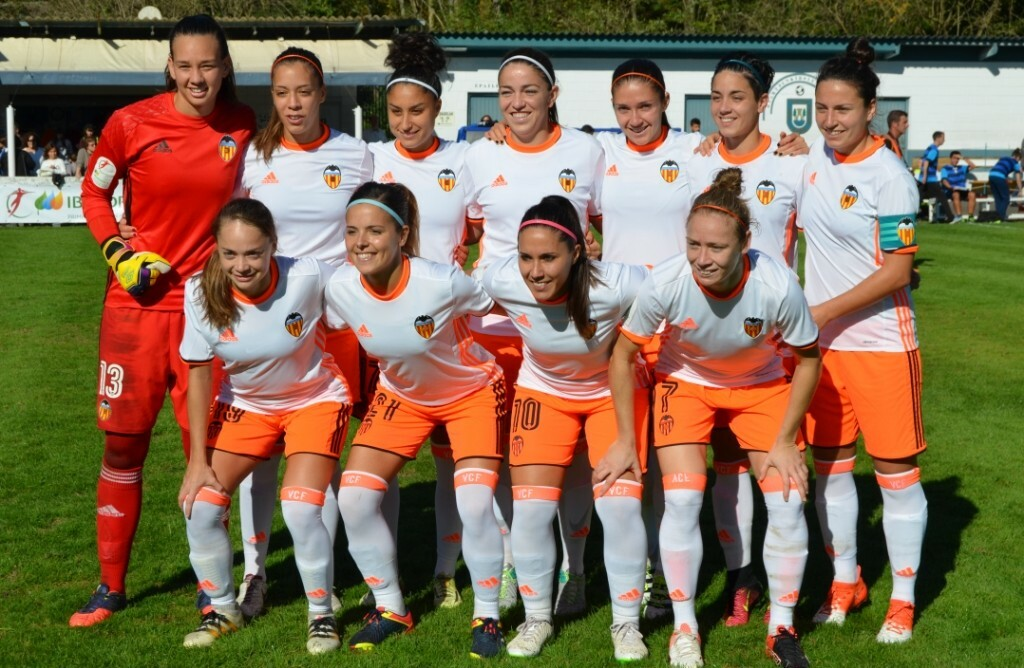
Valencia femenino en la temporada 2016-17
Natalia Gaitán, Christiane Endler, Claudia Zornoza, Débora García, Estefanía Banini, Mari Paz Vilas, Ivana Andrés, Paula Nicart, Carol Férez y Joyce Magalhães

Paula Nicart Mejías (Cornellá de Llobregat, Barcelona, 8 de septiembre de 1994), más conocida como Paula Nicart o simplemente Nicart, es una futbolista española que ocupa el puesto de defensa. Actualmente juega en el Sevilla FC, equipo de la Primera División Femenina de España. En 2015 fue convocada por primera vez para la Selección Absoluta Femenina de Fútbol de España. Es estudiante de medicina.

## Trayectoria
Paula comenzó a jugar a fútbol en la U.E. Cornellà, equipo masculino de su ciudad, con tan solo 6 años de edad y más tarde pasaría a formar parte de la UE Sant Joan Despí.
En 2008 fichó por el F.C. Barcelona en la categoría de Juvenil-Cadete y lograría ascender al segundo equipo en 2010. Durante su etapa en el club blaugrana, Nicart fue convocada en varias ocasiones con la Selección Española Sub-17 con la que obtuvo dos campeonatos de Europa y la tercera plaza del mundial de Trinidad y Tobago del 2010, con la Selección Catalana, sub-16 consiguió el campeonato de España de selecciones autonómicas del 2010, y varios subcampeonatos con la sub-16 y sub-18.
En 2011 fue presentada como nueva jugadora del F.C. Levante Las Planas, equipo catalán recién ascendido a Primera División, y en el que permanecería una temporada, consiguiendo el premio de Jugadora Revelación del año 2013. En 2013 pasó a formar parte del C.E. Sant Gabriel y su gran calidad llevó a despertar el interés de varios clubes españoles por la central cornellanense.
En 2014 fue fichada por el Valencia C. F. y firmó una de sus mejores temporadas como jugadora al finalizar la Liga en cuarto puesto y consagrarse subcampeona de la Copa de la Reina, tras perder la final por 2-1 contra el Sporting de Huelva. Nicart es una defensa central que aprovecha sus cualidades físicas al máximo: altura, potencia física y contundencia, y que posee una buena colocación y anticipación. Por todas estas cualidades fue convocada por primera vez en la Selección Española Absoluta a principios de 2015, debutando contra Bélgica.
Paula tiene como referentes futbolísticos a los centrales Sergio Ramos y Nicolás Otamendi.
Ficha en agosto de 2020 por el R. C. D. Espanyol de Barcelona femenino. Más adelante se va al Sevilla y aparentemente se retira.

## Clubes
| Club                    | País   | Temporadas |
| ----------------------- | ------ | ---------- |
| F.C. Barcelona 'B'      | España | 2008-2011  |
| F.C. Levante Las Planas | España | 2011-2013  |
| C.E. Sant Gabriel       | España | 2013-2014  |
| Valencia C. F.          | España | 2014-2020  |
| RCD Espanyol            | España | 2020-2021  |
| Sevilla FC              | España | 2021-act.  |